# Сатпаев (город)
Сатпа́ев (каз. Сәтбаев/Sätbaev) — город областного подчинения в Улытауской области Казахстана. Назван в честь академика К. И. Сатпаева. 
Город Сатпаев с 7 июля 1997 года входил в состав Карагандинской области. Недавно вошел в состав Улытауской области.
Город Сатпаев состоит из 15 микрорайонов, и, включая близлежащие населённые пункты (посёлок Жезказган, Подхоз, Рыбачяя, Весовая, Крестовский, Перевалка, ГРП, 4-й километр и микрорайоны № 16 и 17), находится в подчинении областного центра г. Жезказгана, расстояние до которого составляет 19 км.
8 июня 2022 года указом президента Казахстана от 4 мая того же года была образована Улытауская область, в состав которой вошёл и город Сатпаев.

## Население
| Население      | Население | Население |
| Национальность | Чел       | %         |
| -------------- | --------- | --------- |
| Казахи         | 47 041    | 71.00%    |
| Русские        | 14 326    | 20%       |
| Украинцы       | 2 565     | 3.66%     |
| Татары         | 1 435     | 2.05%     |
| Немцы          | 968       | 1.45%     |
| Узбеки         | 612       | 0.81%     |
| Корейцы        | 480       | 0.70%     |
| Белорусы       | 414       | 0.65%     |
| Башкиры        | 329       | 0.48%     |
| Азербайджанцы  | 314       | 0.44%     |
| Молдаване      | 218       | 0.34%     |
| Чеченцы        | 127       | 0.18%     |
| Литовцы        | 120       | 0.16%     |
| Чуваши         | 89        | 0.14%     |
| Поляки         | 69        | 0.10%     |
| Мордва         | 67        | 0.10%     |
| Греки          | 8         | 0.01%     |
| Другие         | 911       | 1.30%     |
| Всего          | 70 100    | 100.00%   |

Численность населения г. Сатпаев на 1 ноября 2009 года составила по расчётным данным 70 899 человек, что больше соответствующего периода 2008 года на 292 человека.
В январе-октябре 2009 года по сравнению с предыдущим годом отмечается увеличение числа родившихся на 11,8 % и уменьшение смертности населения на 15,7 %. В течение января-октябре 2009 года в целом по городу зарегистрировано 1267 родившихся, умерло 605 человек.
Количество зарегистрированных в органах ЗАГС бракосочетаний за январь-октябрь 2009 года в сравнении с тем же периодом прошлого года увеличилось на 8,8 %, число разводов увеличилось на 42,7 %. Всего за январь-октябрь 2009 года зарегистрировано 618 браков, разводов — 264.
В январе-октябре 2009 года общее число прибывших составило 1254 или на 20,2 % больше соответствующего периода прошлого года, количество выбывших составило 1465, снижение на 7,4 %. В отчетном периоде отрицательное сальдо миграции составило 211 человек, в январе-октябре 2008 года — 538 человек.

## История
Территория, где расположен город Сатпаев, до 1932 года входила в состав Акмолинской и Семипалатинской областей, позже в состав Кзыл-Ординской и Чимкентской (Южно-Казахстанской) областей.
- 29 июня 1936 года территория современного Сатпаева вошла в состав Карагандинской области. Карсакпайский район, организованный в 1926 году, куда входил и рудник Джезказган с рудной базой, из состава Южно-Казахстанской области, также перешёл в подчинение Карагандинской области.
- 26 мая 1940 года Указом Президиума Верховного Совета КазССР Карсакпайский район переименован в Джезказганский.
- 20 декабря 1954 года Указом того же Совета рабочий поселок Большой Джезказган с рудником Джезказган выделен из состава Жезказганского района и преобразован в город Джезказган.
- В 1954 году началось строительство нового рабочего посёлка в 7 км к северо-востоку от рудника Джезказган специально для горняков.
- В 1956 году строящийся новый рабочий посёлок назван Никольский и объявлен Всесоюзной комсомольской ударной стройкой.
- В период с 1954 по 1973 посёлок находился в административном подчинении города Джезказган Джезказганской области.
- 25 декабря 1973 года Указом Президиума Верховного Совета Казахской ССР на базе посёлка Никольский образован город Никольский, в состав которого вошли посёлок Джезказган и посёлок Северный.
- 13 сентября 1990 года город Никольский переименован в город Сатпаев.
- С 1997 года город находился в административном подчинении Карагандинской области[4].
- С 8 июня 2022 года перешёл в состав новообразованной Улытауской области.

## Экономика
Экономически активное население составило 40834 человека, что на 379 человек больше соответствующего периода 2008 года.
С начала 2021 года средняя заработная плата по городу сложилась в размере 74609 тенге, за сентябрь месяц — 74631 тенге, что больше соответствующего периода 2008 года на 8,5 % и 6,5 % соответственно.
Величина прожиточного минимума в октябре месяце составила 11837 тенге, что на 203 тенге меньше чем в октябре 2008 года.

#### Добывающая область
С 1909 года Жезказганское медное месторождение разрабатывалось английскими концернами. В годы становления Советской власти и национализации промышленности Жезказганский рудник находился в распоряжении Атбасарского треста цветных металлов. С 1926 года рудник перешёл в распоряжение Карсакпайского медеплавильного комбината. В тяжёлые годы войны (1943 год) образован Жезказганский медеплавильный комбинат в составе которого находилось 17 шахт рудника Жезказган, шахтные производства были объединены в Жезказганское рудоуправление. В 1958 году создан горно-металлургический комбинат (ДГМК), объединивший все предприятия цветной металлургии региона, в последующем переименованный в научно-производственное объединение (НПО) «Цветмет». В 1995 году это крупное предприятие перешло к корпорации «Казахмыс», являющейся на сегодняшний день крупнейшей медной компанией с мировым именем. Из промышленных объектов города Сатпаева в состав корпорации «Казахмыс» входят крупные рудники Южный, Северный, Восточный, Западный, Анненский, Степной и Жомарт, шахтопроходческий трест, обогатительная фабрика и другие подразделения.
Промышленное производство
Объём промышленной продукции за январь-сентябрь 2009 года составил 2 млрд. 326 млн тенге, или 79,6 % к аналогичному периоду 2008 года, в том числе
— обрабатывающая промышленность составляет 85,8 % от общего объёма производства или 84 % к прошлому году,
— производство и распределение воды, эл. энергии составило 14,2 % от общего объёма производства или 183 % к прошлому году.
Снижение объёма промышленной продукции за 9 месяцев 2009 года связано с тем, что с апреля месяца т. г. ТОО «Вертекс-Инициатив» простаивало из-за отсутствия заказов со стороны ТОО "Корпорация «Казахмыс».
Кроме того, на снижение объёма промышленной продукции повлияло ликвидация в декабре 2008 года промышленного предприятия ТОО «Кенгир», которым в 2008 году было произведено продукции на более 340,0 млн тенге.
Инвестиции
За 9 мес. 2009 года объём инвестиции в основной капитал составил 4 млрд. 372 млн тенге, что составляет 81,9 % к аналогичному периоду 2008 года в сопоставимых ценах.
Снижение инвестиции наблюдается в промышленности на 11,6 % за счет снижения объёма инвестиции по ТОО «Корпорация Казахмыс», сфере образования в 3,3 раза, так как сметная стоимость общеобразовательной школы, построенной в 2008 году в 4 раза превышает сметной стоимости детского сада, которая строится в текущем году. Кроме того, снижение инвестиции наблюдается в области торговли и ремонта автомобилей в 8,8 раз из-за отсутствия финансовых средств.
Сельское хозяйство
Объём валовой продукции сельского хозяйства за отчетный период составил 193,5 млн тенге, или 106,0 % к 9 мес. 2008 года, индекс физического объёма составил 100,5 % к аналогичному периоду 2008 года. По сравнению с 2008 годом увеличилось поголовье скота:
КРС — на 0,7 %, в том числе коров на 0,6;
МРС — на 3,4 %;
Лошади — на 23 %;
Количество свиней и поголовье птицы осталось на уровне 2008 г
Во всех категориях хозяйств произведено за 9 месяцев мяса 129, тонн или 106,6 %, молока 1291 тонну, рост составил 0,7 %, яйца −215,2 тыс. штук или 100,1 % к аналогичному периоду 2008 г.
С целью удовлетворения потребности населения г. Сатпаев в хлебобулочных изделиях, недопущения риска сырьевого дефицита пшеницы и создания надежного запаса продовольственного зерна, а также регулирования этого запаса, 13 августа между акиматом города Сатпаев и акиматом Улытауского района подписан меморандум о создании продовольственного запаса зерна в объёме 6,4 тыс. тонн для производства социального хлеба по цене 36 тенге.
Развитие малого предпринимательства
В городе зарегистрировано 1674 СМП, в том числе активных − 1656 или 99 % к общему числу зарегистрированных.
Численность занятых в малом бизнесе составила 3657 человек, или 103,5 % к соответствующему периоду 2008 года (9,1 % от экономически активного населения).
Объём произведенной продукции (работ, услуг) СМП составил 1221,8 млн тенге, что по сравнению с соответствующим периодом 2008 года составляет 108,5 %.
Объём платежей в бюджет составил 126,3 млн тенге, или на 3,8 % больше аналогичного периода 2008 года.
Строительство
Объём введенного в эксплуатацию жилья составил 16 тыс. 823 м² против 15 тыс. 460 м² за 9 мес. 2008 года (108,8 % к уровню 2008 года, 100 % к плану).
Финансы
С начала года поступило доходов в местный бюджет 529,1 млн тенге, при уточненном плане за 9 месяцев тек. года 456,1 млн тыс. тенге, или 116 %.
За 9 месяцев 2009 года при уточненном плане 1 млрд. 890 млн тенге исполнение расходной части бюджета составило 1 млрд. 890 млн тенге или 100 %.
Недоимка в бюджет составила 3665,0 т. т. или 77 % к 2008 году.
Целевые трансферты из РБ составили при плане 182,4 млн тенге 182,4 или 100 %. Рост к прошлому году составил 9,5 %.
Транспорт
В городе действует автобусные маршруты.
| №  | Маршрут                         |
| -- | ------------------------------- |
| 6  | Родильный дом — Дачи БАМ        |
| 9  | Автостанция — ул. Горняцкая     |
| 10 | Автостанция — ул. Шаталюка      |
| 11 | Автостанция — ул. Абая          |
| 12 | Автостанция — ул. Ердена        |
| 13 | Автостанция — пр. Независимости |
| 14 | Автостанция — ул. Шаталюка      |

## Социальная сфера
Численность безработных, зарегистрированных службой занятости составила 615 чел. против 210 в прошлом году или 292,9 %, уровень фиксированной безработицы составил 1,5 % против 0,5 в 2008 году.
За отчетный период службой занятости трудоустроено 2381 человека или 112,8 % к 2008 г. Из числа трудоустроенных 50,4 % женщины 37,3 % молодёжь в возрасте до 24 лет и 51,1 % молодёжь в возрасте до 29 лет. На оплачиваемые общественные работы направлено 974 человека или 140,2 % к 2008 г. На профессиональное обучение и переобучение направлено 321 безработный, или на 52,4 % выше уровня прошлого года.
Продолжается работа по назначению государственной адресной социальной помощи и жилищных пособий. Всего за сентябрь произведено назначение государственной адресной социальной помощи в сумме 2914,7 т. т. на 237 человек.
Назначено государственных пособий семьям, имеющих детей до 18 лет на 595 детей в сумме 3753,5т. т. Назначено жилищных пособий 40 чел. на сумму 72,4 т. т.
С начала года оказана материальная помощь на 27 человек, с целью открытия собственного дела и обеспечения самостоятельной занятости. А также для целевых групп из числа безработных создано 19 социальных рабочих мест.
Ведётся работа с туберкулезными больными. 71 человеку оказана материальная помощь из местного бюджета на питание в период амбулаторного лечения в течение 5 месяцев в сумме 4859,3 т. т.
Кроме того, обследуется материальное положение лиц, освободившихся из мест лишения свободы, с целью оказания социальной помощи по восстановлению документов, оформления группы инвалидности, трудоустройству и переобучению через службу занятости.
В отделении по работе с детьми с ограниченными возможностями обслуживается 150 детей.
В городе 3 библиотеки, 3 клуба, а также КГКП «Культурно-досуговый центр г. Сатпаев».
В городе функционирует 18 объектов здравоохранения, в том числе 4 стационарных, 2 детских санатория, 1 профилакторий, консультативно — профилактическая поликлиника, 7 СВА, ПК «Диагностика», ПК «Стоматолог», Станция скорой помощи.

## Средства массовой информации
На территории города транслируются телеканалы: «Казахстан», «Хабар», Первый канал Евразия.

### Радио
| Название              | Частота, МГц | Язык вещания | Язык музыки |
| --------------------- | ------------ | ------------ | ----------- |
| Новое Радио (Жаңа FM) | 106,6        | RU, KZ       | RU, KZ, EN  |

### Цифровое и эфирное телевидение
- Пакет телеканалов DVB-T2 Первый мультиплекс Казахстана включает: 01 «Qazaqstan», 02 «Хабар», 03 «Хабар 24», 04 «Balapan», 05 «Kazakh TV», 06 «QazSport», 07 «Первый канал «Евразия»», 08 «Астана-ТВ», 09 «КТК», 10 «Мир» (Казахстан).
- Пакет телеканалов DVB-T2 Второй мультиплекс Казахстана включает: 11 «НТК», 12 «7 канал», 13 «31 канал», 14 «СТВ», 15 «Алматы-ТВ», 16 «ТАН», 17 «MuzLife», 18 «Gakku TV», 19 «Асыл Арна», 20 «MuzzOne», 21 «ТДК-42».
- Пакет телеканалов DVB-T2 Третий мультиплекс Казахстана включает: 22 «Жетісу», 23 «Новое телевидение», 24 «Твоё ТВ».

## Связи
Работают узел телеграфной связи, станция междугородной телефонной связи.

### Сотовая связь
- Kcell/activ
- Beeline KZ
- Tele2/Altel

### Интернет
- Билайн
- Казахтелеком
- Коннект-С

## В астрономии
В честь Сатпаева назван астероид (31.07.1979, № 2402).

## Главы

### Первый секретарь Никольского горкома партии
1. Шустов Николай Гаврилович 15 января - ?

### Председатель Сатпаевского горисполкома
1. Г. П. Юровский 1957-?
2. Анна Николаевна Коржова 1958-1959 годы,
3. К. Тлеубаев 1959-1961
4. Дмитрий Дмитриевич Грудей, 1961-1967 г.
5. Павел Антонович Левченко, 1969-1974 г.
6. Исмагулов Турлуханбет Исмагулович 10/1-1974 г.- ?
7. Музараф Аханович Аханов (предисполком) — 1982—85 гг.
8. Малышев Владимир Николаевич — в конце 80-х[6]

## Акимы
1. Исмагулов Турмуханбет Исмагулович
2. Торегельдин Серик Макенович
3. Досмагамбетов Сералы Абдуалиевич
4. Балмагамбетов Канат Султанович (июль 1999 года — 9 апреля 2008)
5. Турлубек Арман Алашулы (10 апреля 2008 — сентябрь 2008)
6. Медебаев Советбек Турсынович (сентябрь 2008 — июль 2011)
7. Шингисов Бауыржан Кабденович (06.2011-02.2012)
8. Ахметов Батырлан Дюсенбаевич (2012—2013);
9. Идрисов Аскар Абылайулы (03.2013[7] — 06.2013[8])
10. Омар Ануар Серикбайулы (06.2013[8] — 01.2016[9])
11. Идрисов Аскар Абылайулы (19.01.2016[9] — 01.2023[7])
12. Шапагат Аубакир Момынбаевич (19.01.2023 - 02.2024)
13. Бурибаев Мурат Ерболатович (05.07.2024 — н. в.)

## Религия
- Мечеть Садуакас Ошакулы[10]
- Мечеть Балмагамбет Балкыбайулы[10]
- Храм во имя святителя Николая Чудотворца[10][11]
- Украинский греко-католический приход Святого Пророка Илии[10]